# Magyar labdarúgó-bajnokság (harmadosztály – Dráva csoport)

## Leírása
A magyar labdarúgó-bajnokság harmadosztálya hat csoportból áll területi felosztás alapján. Az Alföld-csoport, a Duna-csoport, és a Tisza-csoport 16 csapatot, míg a Bakony-csoport, a Dráva-csoport, és a Mátra-csoport 15 csapatot foglal magába. A feljutások és kiesések miatt gyakori, hogy bizonyos csapatok az aktuális új szezont már másik csoportban kezdik meg.

## A 2011–2012-es szezon

### Csapatok
Az alábbi csapatok alkotják a Dráva-csoportot a 2011–2012-es szezonban. Hatan Somogy megyéből, öten Tolna megyéből, négyen pedig Baranya megyéből szerepelnek.
| A csapat neve | A csapat székhelye | Megye         | Előző évi helyezés               |
| --- | ------------------ | ------------- | -------------------------------- |
| Balatonlelle SE | Balatonlelle       | Somogy megye  | Dráva-csoport - 4.               |
| Barcsi SC | Barcs              | Somogy megye  | NB II – Nyugati csoport - 13.(1) |
| Bátaszék SE | Bátaszék           | Tolna megye   | Tolna megyei I. osztály - 1.     |
| BFC Siófok II | Siófok             | Somogy megye  | Dráva-csoport - 9.               |
| Bonyhád Völgység LC | Bonyhád            | Tolna megye   | Dráva-csoport - 11.              |
| Bölcskei SE | Bölcske            | Tolna megye   | Dráva-csoport - 8.               |
| Dombóvári FC | Dombóvár           | Tolna megye   | Dráva-csoport - 6.               |
| Kaposvári Rákóczi FC II | Kaposvár           | Somogy megye  | Dráva-csoport - 3.               |
| Komlói Bányász SK | Komló              | Baranya megye | Dráva-csoport - 16.(2)           |
| Mohácsi TE | Mohács             | Baranya megye | Dráva-csoport - 15.(2)           |
| Nagyatádi FC | Nagyatád           | Somogy megye  | Dráva-csoport - 5.               |
| Nagybajomi AC | Nagybajom          | Somogy megye  | Somogy megyei I. osztály - 1.    |
| Pécsi MFC II | Pécs               | Baranya megye | –(3)                             |
| Szekszárdi UFC | Szekszárd          | Tolna megye   | Dráva-csoport - 10.              |
| Szentlőrinc SE | Szentlőrinc        | Baranya megye | Dráva-csoport - 2.               |
| (1)A Barcsi SC nem tudta vállalni az NB II-es indulást, így a nevezést a harmadosztályba adta be.                                                |                    |               |                                  |
| (2)A Komlói BSK és a Mohácsi TE az MLSZ Versenybizottságának döntése értelmében felkérést kapott a nevezésre, s a csapatok éltek a lehetőséggel. |                    |               |                                  |
| (3)A Pécsi MFC csapatának a versenykiírás értelmében kötelező tartalékcsapatot indítania az NB III-ban                                           |                    |               |                                  |

### A bajnokság állása
| #   | Csapat neve         | Mérkőzés | Győzelem | Döntetlen | Vereség | Lőtt gólok | Kapott gólok | Gólkülönbség | Pontszám |
| --- | ------------------- | -------- | -------- | --------- | ------- | ---------- | ------------ | ------------ | -------- |
| 1.  | Szekszárdi UFC      | 16       | 14       | 2         | 0       | 39         | 9            | 30           | 44       |
| 2.  | Dunaújváros SE      | 17       | 12       | 3         | 2       | 52         | 10           | 42           | 39       |
| 3.  | Komló BSK           | 17       | 10       | 2         | 5       | 29         | 22           | 7            | 32       |
| 4.  | Bölcskei SE         | 17       | 9        | 4         | 4       | 34         | 21           | 13           | 31       |
| 5.  | Pécsi MFC II        | 16       | 9        | 2         | 5       | 31         | 16           | 15           | 29       |
| 6.  | Nagyatádi FC        | 17       | 8        | 4         | 5       | 29         | 24           | 5            | 28       |
| 7.  | Szentlőrinc SE      | 16       | 7        | 2         | 7       | 26         | 21           | 5            | 23       |
| 8.  | Dombóvári FC-Rutin  | 16       | 4        | 6         | 6       | 20         | 23           | -3           | 18       |
| 9.  | Bonyhád Völgység LC | 15       | 4        | 4         | 7       | 21         | 27           | -6           | 16       |
| 10. | Híd SC              | 17       | 4        | 3         | 10      | 28         | 35           | -7           | 15       |
| 11. | Nagybajomi AC       | 15       | 4        | 2         | 9       | 14         | 32           | -18          | 14       |
| 12. | BFC Siófok II       | 16       | 4        | 2         | 10      | 18         | 45           | -27          | 14       |
| 13. | Balatonlelle SE     | 18       | 3        | 2         | 13      | 15         | 44           | -29          | 11       |
| 14. | Tolna Városi FC     | 17       | 2        | 4         | 11      | 19         | 46           | -27          | 10       |

Az alábbi táblázat a Dráva-csoport állását mutatja 18 fordulót követően. Az NB III 6 csoportgyőztese osztályozót játszik a két NB II-es csoport 6-8. helyezettjeivel a feljutásért. A 2-5. helyezettek és a két legjobb 6. helyezett maradnak az NB III-ban. A 7-14. helyezettek és a négy legrosszabb 6. helyezett kiesnek az NB III-ból.

## Külső hivatkozások
- Az NB III 2012-13-as idényének versenykiírása